# Chroestalnyj
Chroestalnyj (Oekraïens: Хрустальний) is een stad in de Oekraïense oblast Loehansk. Chroestalny is een belangrijke mijnbouwstad binnen het Donetsbekken. Het aantal inwoners bedraagt ongeveer 79.764 personen (2021).

## Geschiedenis
De plaats werd aan het eind van de 19e eeuw gesticht met de naam Kryndatsjivka. Van 1920 tot 2016 was de naam Krasnyj Loetsj. Het werd een van de belangrijkste steenkoolcentra van het Donetsbekken.
In de Tweede Wereldoorlog was de stad van juni 1942 tot september 1943 bezet door de Duitsers. Slachtoffers van de Duitse bezetting, vooral Joden en communisten, werden in een schacht van de Bogdan kolenmijn gedumpt. Het aantal slachtoffers bedroeg omstreeks 2000.

Plattegrond met gebieden onder controle van pro-Russische separatisten

In januari 1965 bedroeg het inwonertal van de stad 101.000 en in januari 1989 was dat verder toegenomen tot ruim 113.000 inwoners. Behalve de delving van steenkool in de mijnen waren er steenkoolverrijkingsbedrijven, een fabriek voor machine-onderdelen en lichte industrie. De stad heeft aansluiting op het spoorwegnet, er is een station. Na de onafhankelijkheid van Oekraïne is de winning van steenkool afgenomen.
De bevolkingsomvang is na 1990 geleidelijk afgenomen tot 82.650 in 2013 en 81.400 in 2017.
Na de opstanden in het oosten van Oekraïne staat de stad sinds het voorjaar van 2014 onder controle van de Volksrepubliek Loegansk.
In mei 2016 besloot de Verchovna Rada van Oekraïne om de Russische naam van de stad te veranderen in Chroestalnyj, een naam die ter plaatse niet gebruikt wordt.

## Demografie
Volgens de Oekraïense volkstelling van 2001 was de etnische samenstelling van de bevolking:
- Oekraïners: 49%
- Russen: 46%
- Wit-Russen: 1%
- Overigen: 4%

De verdeling naar spreektaal was als volgt:
- Russisch: 88%
- Oekraïens 10,4%
- Armeens: 0,2%
- Wit-Russisch: 0,1%

## Bekende personen
- Nikita Krylov (1992), mixed martial arts, werd geboren in Krasnyj Loetsj.
- Op 1 augustus 1943 vertrok gevechtspiloot Lidija Litvjak van een basis bij Krasnyj Loetsj, voor een missie waarvan ze niet terugkeerde.
- Anatolij Konkov (1949-2024), voetballer en trainer